# اسدالله نیک‌نژاد
اسی نیک‌نژاد (زاده ۱ تیر ۱۳۳۹ در تهران) کارگردان، تهیه‌کننده و فیلمنامه‌نویس ایرانی است که ساخت چند فیلم سینمایی در ایران و آمریکا مشارکت داشته‌است.

## زندگی و تحصیل
وی با تحصیل در دانشگاه برکلی موفق به کسب لیسانس هنر (B.A) شد و جهت ادامه تحصیل به دانشگاه هنر کالیفرنیا رفت و موفق شد مدرک فوق لیسانس هنرهای زیبا (M.F.A) را در آن دانشگاه کسب کند. وی در نهایت توانست با اخذ مدرک PhD از دانشگاه میشیگان تحصیلات خود را پایان دهد. وی در حال حاضر در حال کسب دکترای روانشناسی از دانشگاه پپرداین می‌باشد.

## فعالیت‌های سینمایی در ایران
در آغاز انقلاب ۱۳۵۷ او فعالیت‌های مستندسازی را در زمینهٔ انقلاب آغاز نمود و چندین فیلم مستند از جریانات انقلاب را تولید نمود. بعد از آن وارد صدا و سیما شد و به عنوان نویسنده و کارگردان، سریال ۶۴ قسمتی «شما چه می‌گویید» را نویسندگی و کارگردانی کرد. سریال پاییز صحرا به کارگردانی وی به موجب پوشش و گریم بازیگران آن، جنجال‌های زیادی را در اوایل انقلاب موجب شد و در نهایت با اجازه‌نامه مستقیم از جانب آیت‌الله خمینی، پخش آن تا انتها ادامه داشت.
پس از این سریال، با آغاز جنگ ایران و عراق، اقدام به فیلمسازی مستند از جبهه‌های جنگ کرد. از فیلم‌های جنگی مستند ساخته‌شده توسط وی می‌توان به «محرم تا محرم» اشاره کرد.. او برای ساخت این فیلم برای اولین بار از سربازان خط مقدم به عنوان فیلمبرداران استفاده نمود و تعداد زیادی دوربین در اختیار آن‌ها قرار داد. او مستند دیگری بنام «درد همسنگرم» که مضمونی واقعی از جریانات خط مقدم جبهه در مقایسه با زندگی روزمره مردم در شهرها داشت را ساخت.
او سپس بنا به درخواست اولین کمیته جشنواره فیلم فجر که خود عضوی از آن شورا بود، فیلم ناتمام برنج خونین را عهده‌دار شد تا فیلمنامه را بازنویسی مجدد و فیلمبرداری را به پایان برساند. این فیلم برای اولین بار پس از انقلاب در جشنواره تاشکند به نمایش گذاشته شد. این فیلم اولین فیلمی بود که پس از انقلاب با دوبله انگلیسی در جشنواره‌های بین‌المللی به نمایش در آمد.
وس سپس در صدا و سیمای جمهوری اسلامی پخش زنده انتخابات ریاست جمهوری را تهیه و کارگردانی کرد. در همان زمان به عنوان مشاور عالی گروه خانواده در صدا و سیما برنامه خانه و خانواده را بنا نمود.

## فعالیت‌های سینمایی در آمریکا
وی در سال ۱۹۹۴ با دانش بهتر سریال پاییز صحرا را مجدداً تدوین کرد و با ساختن موسیقی متن جدید و زیرنویس انگلیسی برای نمایش در آمریکا آماده کرد. وی با تمامی شبکه‌های تلویزیونی سراسری آمریکا تماس برقرار کرد تا جایی که در سال ۱۹۹۶ سریال پاییز صحرا- اولین سریال تلویزیونی بعد از انقلاب- از شبکه تلویزیونی PBS پخش شد. پخش این سریال به وی اعتبار دیگری در آمریکا بخشید.
در آمریکا  فیلم مستندی بنام خانه کجاست؟ (?Where is home) را تهیه و کارگردانی کرد. این فیلم در مورد مهاجران ایرانی در آمریکا بود. او توانست پس از داشتن دکترا و تجارب متعدد وارد سریال تلویزیونی معمای حل نشده (به انگلیسی: Unsolved Mystery) با شرکت رابرت استک Robert Stack کار تدوین، فیلمبرداری و سپس کارگردانی در این سریال که برای شبکه  ان‌بی‌سی بود را انجام دهد. این سریال به مدت یازده سال به عنوان یکی از موفق‌ترین سریال‌های آمریکا بود. او سپس به شبکه ABC رفت و در سریال چشم بر لس‌آنجلس (Eye on LA) که یکی از سریال‌های پربیننده بود وارد شد و چهارده اپیزود را نویسندگی و کارگردانی کرد. از آنجا به دعوت (Directors Guild  America) به عضویت سندیکای کارگردانان آمریکا درآمد. در سال ۱۹۹۶، وارد استودیو پارامونت شد و در مجموعه تلویزیونی سایتینگ شرکت کرد و دوازده اپیزود این سریال را نویسندگی و کارگردانی کرد. در سال ۱۹۹۸، مدیرعامل استودیو تریومف (به انگلیسی: Triumph Films) که یکی از زیرمجموعه‌های سونی پیکچرز است، از او دعوت به همکاری کرد.
وی در طول دو سال حضور خود، چندین فیلم را پس‌تولید کرد که عبارتند از:
- ۱- بچه نخبه (به انگلیسی: Baby Geniuses) به کارگردانی باب کلارک Bob Clark با بازی کاتلین تورنر Kathleen Turner، کریستوفر لیود Christopher Lloyd و کیم کترال Kim Cattrall توسط  کمپانی سونی پیکچرز & Triumph در سال ۱۹۹۹
- ۲- ماموریت (به انگلیسی: The Assignment) به کارگردانی کریستین دوگوی Christian Duguay با بازی Aidan Quinn، دونالد سوترلند Donald Sutherland و بن کینزلی Ben Kingsley توسط کمپانی Triumph Films در سال ۱۹۹۷
- ۳- مغز متفکر (به انگلیسی: Masterminds) به کارگردانی راجر کریسشن Roger Christian با بازی پتریک استیوارد Patrick Stewart، وینسنت کارتیزر Vincent Kartheiser و برندا فریکر Brenda Fricker توسط کمپانی Columbia Pictures Corporation در سال ۱۹۹۷
- ۴- حقیقت یا پیامدهای آن (به انگلیسی: Truth or Consequences, N.M.) به کارگردانی کیفر سوترلند Kiefer Sutherland و بازی کیفر سوترلند Kiefer Sutherland و کیم دیکنز Kim Dickens توسط کمپانی Triumph Films و Sony Pictures Entertainment And در سال ۱۹۹۷
- ۵- رضایت خاطر (به انگلیسی: Bliss) به کارگردانی Lance Young و بازی Craig Sheffer، ترنس استمپ Terence Stamp و شریل لی Sheryl Lee توسط کمپانی Triumph Enterprises Inc در سال ۱۹۹۷

او پس از این دوره به همراه مدیرعامل این استادیو، شرکت خصوصی خود را به نام 10DB ایجاد کرد و در طول مدت چهار سال محصولات متعددی برای کانال‌های CBS ،SHOW TIME ،NBC تولید کردند که شامل موارد زیر می‌شوند:
- ۱- آبی لاجوردی (به انگلیسی: ChromiumBlue.com) با بازی اریکا پرایور Erica Prior و سامر آلتیس SUMMER Altice توسط کمپانی Showtime در سال ۲۰۰۲
- ۲- زنان شب (به انگلیسی: Women Of The Night) با بازی شان فری جونز Shawnee Free Jones و سیمور کسل Seymour Cassel و ساریکا کلرمن Seymour Cassel توسط کمپانی 10Db در سال ۲۰۰۱
- ۳- شرم، شرم، شرم (به انگلیسی: Shame, Shame, Shame) با بازی کستاس مندیلر Costas Mandylor و هیدی سانز Heidi Schanz و والری پرین Valerie Perrine توسط کمپانی 10Db &Eyes And Mind Canada در سال ۱۹۹۹
- ۴- باد روی آب Wind On Water با بازی بو درک توسط کمپانی ان‌بی‌سی (شبکه) در سال ۱۹۹۸
- ۵- در دستان خدا (به انگلیسی: In God's Hands) با بازی مت جورج Matt George و شان دورین Shane Dorian توسط کمپانی Triumph Films در سال ۱۹۹۸
- ۶- مکانی بنام حقیقت (به انگلیسی: A Place Called Truth) با بازی اودی انگلند Audie England و کریس برونینگ Chris Browning به کارگردانی رافائل ایزنمن Rafael Eisenman توسط کمپانی 10Db در سال ۱۹۹۸
- ۷- دریای سیاه ۲۱۳ (به انگلیسی: Black Sea 213) با بازی تیموتی باتومز Timothy Bottoms و آنتونی ادابو Anthony Addabbo به کارگردانی رافائل ایزنمن Rafael Eisenman توسط کمپانی 10Db در سال ۱۹۹۸
- ۸- دفتر خاطرات کفش قرمز (به انگلیسی: Red Shoe Diary) با بازی دیوید دوکاونی David Duchovny و اودی انگلند Audie England توسط کمپانی Afra Film Enterprises &10Db
- ۹- خانه کجاست؟ (به انگلیسی: ?Where Is Home)  توسط کمپانی International Noor Productions
- ۱۰- مشاهده (به انگلیسی: Sighting) با بازی کریستوفر چیکون Christopher Chacon، دل تیموسی وایت dale Timothy White و جیمز ا. سوان James A. Swan توسط کمپانی Fox Network
- ۱۱- چشم بر لوس آنجلس (به انگلیسی: Eye On LA) با بازی تینا مالاو Tina Malave، بروس گری Bruce Gray و ماکسن واسا Maxine Wasa توسط کمپانی ABC Newwork